# Phrictidea bruijni
Phrictidea bruijni är en insektsart som först beskrevs av Griffini 1908.  Phrictidea bruijni ingår i släktet Phrictidea och familjen vårtbitare. Inga underarter finns listade i Catalogue of Life.